# Ramón Trevijano Etcheverría
Ramón Trevijano Etcheverría (San Sebastián, 13 de agosto de 1932) profesor emérito de la Universidad Pontificia de Salamanca.

## Biografía
Tras cursar los estudios primarios y secundarios en Logroño, ingresó como seminarista en Ia Universidad Pontificia de Comillas. Posteriormente, en Ia Pontifìcia Universidad Gregoriana obtuvo los grados de doctor en Teología y licenciado en Filosofía, y en el Pontificio Instituto Bíblico el de licenciado en Ciencias Bíblicas. Fue ordenado sacerdote en Roma, en la capilla del Altemps el 19 de marzo de 1958 y está incardinado en Ia Diócesis de Calahorra y La Calzada-Logroño.
Realizó estudios de exégesis, patrología, arqueología y lenguas orientales cristianas en la universidad de Bonn, entre 1961 y 1963.  Tras un año de espera del permiso episcopal, se despidió de Bonn y volvió a España para presentar la tesina de licenciatura en historia por la Universidad de Zaragoza y organizar el viaje a Buenos Aires a comienzos de 1964. 
Inició su labor docente en el Seminario de Córdoba (Argentina), que luego prosiguió en Ia Universidad Católica Argentina de Buenos Aires. Volvió a España en diciembre de 1966 para preparar en Roma la publicación de su tesis y recibió la invitación para ejercer de profesor de la recién creada Facultad de Teología del Norte de España con dos sedes, en Burgos y en Vitoria.
Desde 1978 es catedrático de Orígenes del Cristianismo y Patrología en Ia Universidad Pontificia de Salamanca, y, desde 1984, de Cartas Apostólicas. Dirigió desde 1978 hasta el año 2002 Ia revista Salmanticensis. Fue decano de la Facultad de Teología entre 1982 y 1985. Fundó, en 1994, Ia colección «Plenitudo Temporis», en Ia que, bajo los auspicios de la Universidad Pontificia de Salamanca, se publican estudios relativos a los orígenes y Ia antigüedad cristiana.
Desde agosto de 2002, al cumplir los 70 años, pasó a la situación de profesor jubilado de la Universidad Pontificia de Salamanca, adquiriendo en el año 2010 el estatuto de profesor emérito. 
Su Biblioteca personal se conserva en la Biblioteca Vargas-Zúñiga de la Universidad Pontificia de Salamanca.